# Moritz Hauptmann
Pour les articles homonymes, voir Hauptmann (homonymie).
Moritz Hauptmann est un compositeur, violoniste et professeur saxon, né à Dresde le 13 octobre 1792 et mort à Leipzig le 3 janvier 1868.

## Biographie
Moritz Hauptmann est né dans la famille d'un architecte de Dresde; il étudia avec son père les mathématiques, le dessin et les langues anciennes. Grâce à sa mère, il apprit le français et l'italien, et il fut introduit dans les milieux musicaux de Dresde. À huit ans, il commença l'étude du violon puis celle du pianoforte avec Franz Lauska (de).
En 1808, il se forma au contrepoint avec le maître de chapelle de la cour de Dresde, Francesco Morlacchi,  complétant ainsi sa formation musicale.
En 1811, il se rendit à Gotha pour étudier auprès de l'illustre Louis Spohr. De 1812 à 1815, il fut violoniste à La Chapelle royale de Dresde, qu'il accompagna pour des concerts à Vienne et Prague. Il partit ensuite en Russie où il devint le professeur privé du prince Nicolas Grigoriévitch Repnine-Volkonski. qui l'emmena en Italie, puis le garda auprès de lui à Saint-Pétersbourg, à Moscou et enfin à Poltava lorsque ce prince fut nommé gouverneur de la Petite Russie en 1820. La vie musicale de cette ville étant limitée, il reprit l'étude des mathématiques, de l'esthétique, de l'architecture. Mais surtout, il commença à composer des Lieder, des duos pour cordes, et un opéra : Mathilda.
En 1822, il revint en Allemagne et devint violoniste à La Chapelle de la cour de Kassel où il retrouva Spohr. En 1842, il fut nommé cantor de l'église Saint-Thomas de Leipzig grâce à la recommandation de Felix Mendelssohn. Il fut aussi directeur de la musique de la ville et professeur au conservatoire. Il fut chargé en 1850 de la présidence de la Bach-Gesellschaft au moment de sa fondation.
Il fut un éminent pédagogue, comptant parmi ses élèves Hans von Bülow, Joseph Joachim, Salomon Jadassohn, Edvard Grieg, Karl Davidov.

Il a composé des œuvres de musique sacrée et profane, en particulier des œuvres pour chœur, des motets et des lieder, et deux opéras Mathilde représenté à Kassel en 1826 et Der Matrones en 1839.  Il fut également un théoricien de la musique, publiant en particulier : Erläuterungen zu J. S. Bachs Kunst der Fuge (Leipzig 1841) et  Die Natur der Harmonik und der Metrik (Leipzig, 1853).

## Œuvres
- Wunderbar ist mir geschehn
- Himmelslicht
- Wandrers Nachtlied
- Die Nacht ist gekommen
- Frühlingsliebe
- Mailied
- Abendruhe
- Frühzeitiger Frühling
- Herr, höre mein Gebet
- Gebet „Gott sei uns gnädig“
- Lobe den Herrn, meine Seele
- Salve Regina
- Morgengesang „Komm, lasset uns“
- Christe, du Lamm Gottes
- Wer unter dem Schirm des Höchsten
- Lauda anima mea Dominum
- Salvum fac regem, Domine (Verleih uns Frieden, Herr und Gott)
- Meine Seel ist stille zu Gott (nach Psalm 62, 2+7) op. 53,1 (publié en CV 2002)
- Herr, ich schrei zu dir (nach Ps Ps 141, 1+8; Ps 140, 13) (publié en CV)

Et de nombreux Lieder pour voix de soliste et piano, comme Quel vago impallidir (Pétrarque), op. 29,2
(publié dans les Petrarca-Lieder H 7934, Edition Bärenreiter (2005))

## Publication
- Die Natur der Harmonik und der Metrik: zur Theorie der Musik. Nachdr. der Ausg. Breitkopf und Härtel, Leipzig 1853: Olms, Hildesheim / Zürich / New York 2002,  (ISBN 3-487-11703-7).
  - Traduit en anglais: The nature of harmony and metre, édition d'après l'éd. Sonnenschein, London 1893: Da Capo Press, New York 1991,  (ISBN 0-306-76298-6).